# 生物無機化学
生物無機化学（せいぶつむきかがく、英: bioinorganic chemistry、inorganic biochemistry）は、生体内における無機物の役割を研究する無機化学の一分野。生化学の一分野として無機生化学（むきせいかがく）と呼ばれることもある。主に生体中の金属イオンを扱う。
生物無機化学では、X線結晶構造解析を始めとする様々な分光法を用いて、生化学、無機化学、熱化学、物理化学、錯体化学などと関わりながら研究している。研究の成果は薬学や毒性学などへ応用される。

## 生体中の金属イオン
生体中では金属イオン濃度が精密にコントロールされており、種々の生化学・生理学反応に関わっている。これらの金属イオンの内、生体にとって必須な必須金属イオンと有毒金属イオンとがある。生体では必須金属イオンの貯蔵、運搬、活用しながら、有毒金属イオンを集積、排出する機構を有する。必須金属イオンにはカルシウム、ナトリウム、カリウム等の軽金属イオンから亜鉛、鉄、マンガン等の重金属イオンがあり、有毒金属イオンには水銀、カドミウム、クロム等がある。
金属イオンの生体中での存在様式には2種類あり、他の原子との結合を介さないものと、他の原子と配位結合により位置が固定されているものがある。カリウム、ナトリウム、カルシウムなどの金属イオンの多くは、そのイオン濃度が膜電位を生み出しており、神経活動などに関わっている。また、カルシウムイオンは細胞内のシグナル伝達においてメッセンジャーとして働いている。他の原子と配位結合している金属イオンは、ヒスチジン、グルタミン酸、システイン等のアミノ酸の側鎖と結合し、蛋白質内部に固定されている。このような蛋白質は金属含有蛋白質と呼ばれる。酵素の多くもその酵素反応を起こす部分に金属イオンを含む物が多く存在し、金属イオンを介して酵素反応を行っている。一方、ヘモグロビンには鉄イオンが存在し、その鉄イオンに酸素が結合することで酸素運搬を行っている。